# Minerva (Radio, Wien)
Das Unternehmen Minerva war ein österreichischer Radiohersteller. Es wurde als „W. Wohleber Ges.m.b.H“ in Wien I. Trattnerhof im Jahr 1919 gegründet. Von 2007 bis 2011 wurden von der Wiener Firma Robust Electronics LCD-Fernseher unter der Marke „Minerva“ hergestellt.

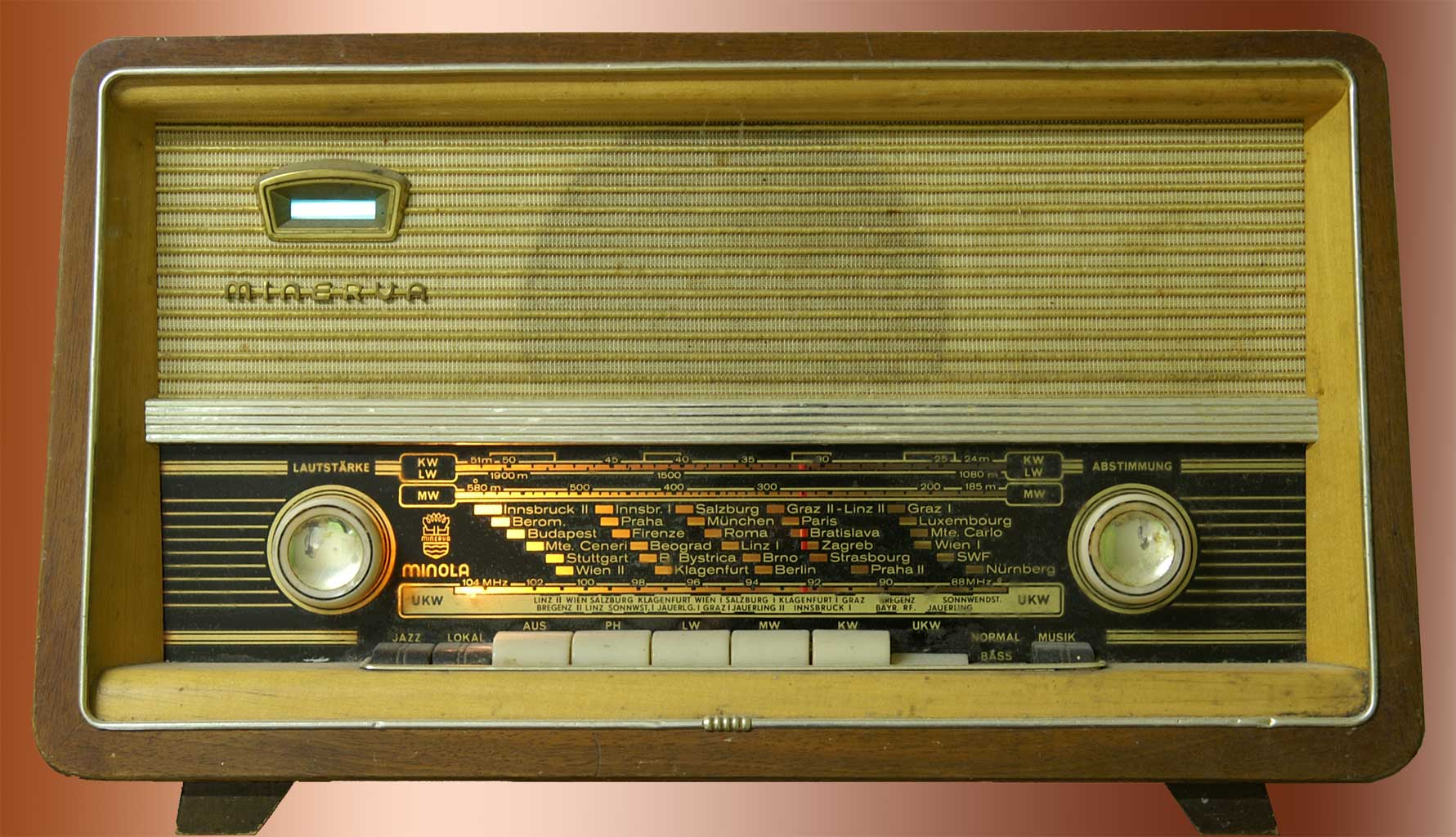
Minerva Minola, BJ 1962

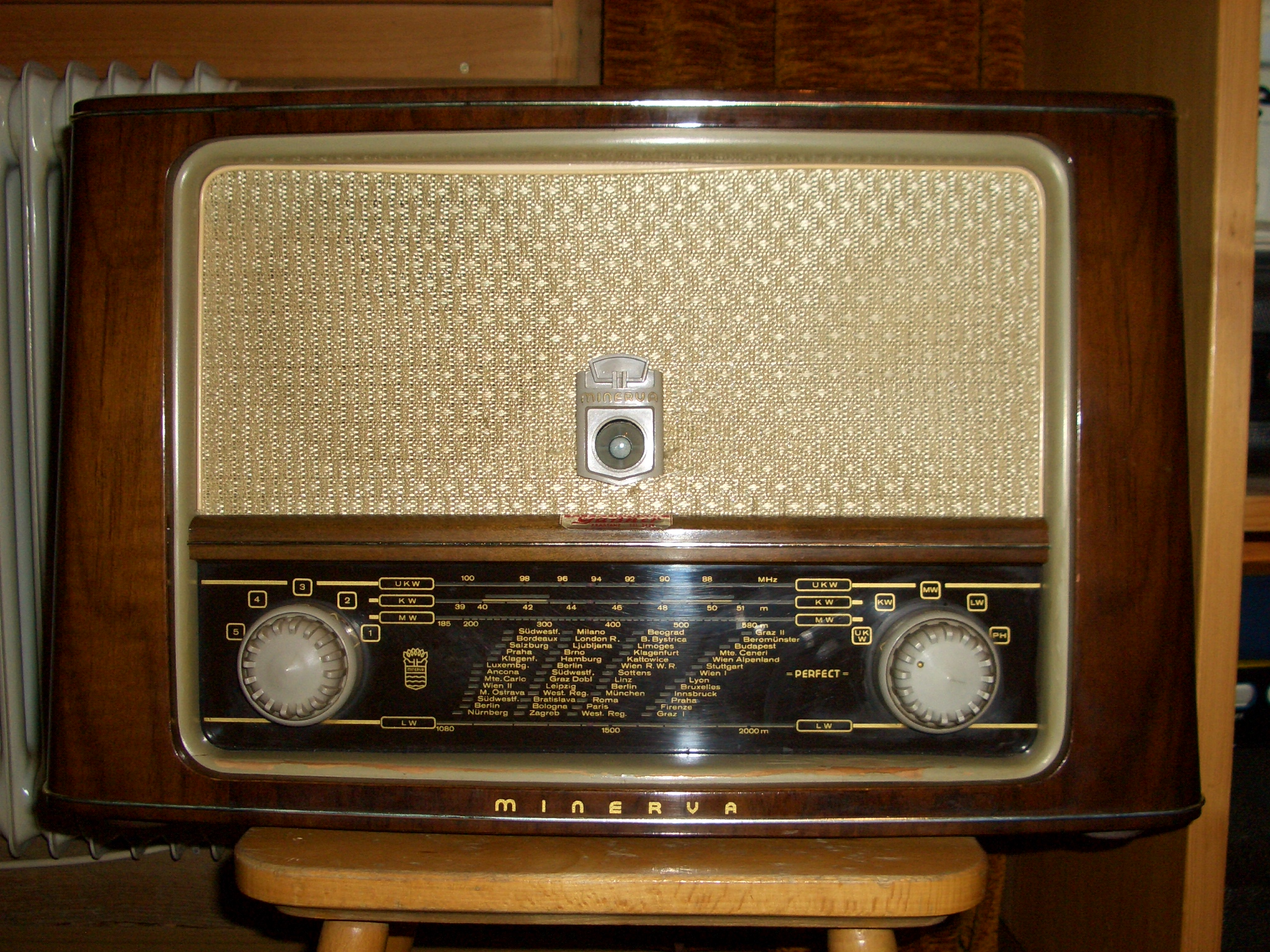
Minerva PERFECT W, BJ 1953

- 1924 Beginn der Radioproduktion unter dem Namen RADIOLA, ab 1925 wird AERIOLA als 2. Markenname verwendet.
- 1926 Umzug nach Wien VII., Zieglergasse 11. 1929 wird der endgültige Unternehmensname (Firma) MINERVA festgelegt.
- 1945 knapp vor Kriegsende wird ein Teil der Produktionsstätten durch Bomben zerstört.
- 1946 nimmt Minerva die Radioerzeugung wieder auf. 1950 stirbt der Unternehmensgründer Wilhelm Wohleber.
- 1968 verkauft die Witwe Elisabeth Wohleber das aktive Unternehmen an Max Grundig.
- 1972 Der Name Minerva wird für Radios nicht mehr verwendet.
- 2006 Grundig verkauft die Rechte an der Marke Minerva.

Ab 2007 wurden von der Wiener Firma Robust Electronics LCD-Fernseher unter der Marke „Minerva“ hergestellt. Anfang Mai 2011 gab Robust Electronics aber bekannt, dass sie sämtliche Entwicklungs- und Vertriebsaktivitäten für die Marke Minerva beendet, da die Notwendigkeit von Investitionen zur Entwicklung einer neuen Generation der Firma als zu riskant erschienen, zumal in einem allgemein schwierigen Umfeld für Fernseher.